# 月聖ノ蒼炎曲
「月聖ノ蒼炎曲」（げっせいのかのん）は、榊原ゆいの16枚目のシングル。2008年11月26日にb-greenから発売された。
表題曲「月聖ノ蒼炎曲」は、PS2用ゲーム『GALAXY ANGEL II 永劫回帰の刻』のオープニングテーマ、カップリング曲「運命のRevolution」は同ゲーム挿入歌として使用された。
初回限定盤（QECB-90001）と通常盤（QECB-1）の2種仕様でリリースされ、前者には「月聖ノ蒼炎曲」のPVとmakingを収録したDVDが同梱されている。通常版のジャケットにはアプリコット・桜葉、アニス・アジート、ナノナノ・プディング、カルーア・マジョラム、リリィ・C・シャーベット、ナツメ・イザヨイのイラストが描かれている。

## 収録内容
CD
1. 月聖ノ蒼炎曲 [3:57]
  - 作詞：上松範康（Elements Garden）、作曲・編曲：藤間仁（Elements Garden）
  - PS2用ゲーム『GALAXY ANGEL II 永劫回帰の刻』オープニングテーマ
2. 運命のRevolution [4:23]
  - 作詞：Bee'、作曲：菊田大介（Elements Garden）、編曲：中山真斗（Elements Garden）
  - PS2用ゲーム『GALAXY ANGEL II 永劫回帰の刻』挿入歌
3. 月聖ノ蒼炎曲（off vocal）
4. 運命のRevolution（off vocal）

DVD（初回限定盤のみ）
- 月聖ノ蒼炎曲 Music Clip
- 月聖ノ蒼炎曲 Music Clip Making